# Státní znak Mexika
Státní znak Mexika je tvořen hnědě zbarveným orlem, vyobrazeným z profilu, v bojovém postavení, hledícím heraldicky doprava a držícím v zobáku a pravém pařátu zeleného hada. Orel stojí levou nohou na nopálovém kaktusu (opuncii) s červenými květy. Kaktus roste ze světle hnědé (stylizované) skály, vyrůstající ze světle modrých (stylizovaných) vod jezera. Pod výjevem jsou do půlkruhu prohnuté ratolesti dubu a vavřínu, svázané stužkou v národních (zeleno-bílo-červených) barvách.
Výjev orla s hadem se vyskytoval už v aztécké (mixtécké) mytologii a zpodobňuje legendu o vzniku Aztécké říše. Podle ní měli Aztékové (na příkaz boha slunce Huitzilopochtla) postavit svůj domov na ostrově u jezera, kde uvidí tuto scénu, v těchto místech u jezera Texcoco byl pak roku 1325 založen Tenochtitlán, dnešní hlavní město Mexiko.

## Historie
Po složité historii přijal 6. listopadu 1813 národní kongres Deklaraci o suverenitě a nezávislosti a 3. července 1815 byly přijaty symboly Mexické Ameriky, na modro-bílé šachovnicové vlajce byl v bílém obdélníku uprostřed umístěn nový státní znak. Ten byl na vlajce tvořen stříbrným, zlatě lemovaným štítem, ve kterém sedí orel s hadem v zobáku na nopálovém kaktusu, vyrůstajícím z jezera. Nad štítem byla vavřínová koruna a stříbrná stuha a heslem INDEPENDENCIA MEXICANA. AŇO DE MIL OCHOCIENTOS DIEZ. (česky Mexická nezávislost. Rok 1810.) Kolem štítu byly válečné trofeje. Znak pro samostatné užití (mimo vlajku) měl štít orámovaný zdobenou zlatou kartuší a byl obklopen větším množstvím trofejí. Celý výjev spočíval na zeleném pažitu.
28. září 1821 byla vyhlášena nezávislost Místokrálovství Nové Španělsko pod názvem Mexické císařství. 2. listopadu přijala provizorní Nejvyšší junta dekret s popisem první statní vlajky a zřejmě i znaku. Hlavní motiv vycházel ze znaku předchozího (1815): oválný stříbrný štít, orel sedící na kaktusu vyrůstajícím ze skály v jezeře. Nově byl orel korunován císařskou korunou, chyběl had. Štít byl položen na hnědém pažitu, ovinutém zelenými rostlinami, na něm vojenské trofeje. Po stranách štítu byly čtyři skloněné prapory (nahoře dva zelené se zlatými třásněmi, pod nimi bílý, dole červený).
18. května 1822 se prohlásil prvním mexickým císařem Agustín de Iturbide (pod jménem Augustín I.) a k zemi připojil celou Střední Ameriku. Ke změně státních symbolů (tedy i znaku) došlo až po jeho svržení 29. března 1823. Císař byl po krátké emigraci v Evropě v roce 1824 popraven. 14. dubna 1823 byla z vlajky i znaku odstraněna císařská koruna, opět přibyl had v zobáku orla a v dolní části emblému zkřížené dubové a vavřínové ratolesti převázané červenou stuhou. Název státu byl změněn na Mexiko.
4. října 1824 se z Mexika stala federativní republika, ale státní symboly zůstaly zachovány i po několika změnách názvu státu:
- Spojené státy mexické (4.10.1824 – 1.1.1837)
- Mexická republika (1.1.1837 – 22.8.1846)
- Spojené státy mexické (22.8.1846 – 20.4.1853)
- Mexická republika (20.4.1853 – 16.9.1857)
- Spojené státy mexické (16.9.1857 – 21.4.1862)
- Mexiko (21.4.1862 – 10.4.1864)

Po občanské válce bylo obnoveno tzv. Druhé Mexické císařství s císařem Maxmiliánem Habsburským. 18. června 1864 byl zaveden nový státní znak, který se projevil i na vlajce. Oficiálně byl potvrzen dekretem z 1. listopadu 1965. Znak byl tvořen oválným, stříbrným štítem se zlatým lemem a se světle modrou patou (symbolizující vody jezera), ze které vyrůstala šedá skála se zeleným kaktusem, na kterém seděl hnědý orel (z profilu) s tmavě zeleným hadem v zobáku. Štít byl zdoben zkříženými vavřínovými ratolestmi, nad ním byla zlatá, červeným sametem podšitá císařská koruna s červenou, zlatě lemovanou stuhou, za ním byly zkřížené zlaté žezlo a stříbrný meč a pod ním stuha v mexických barvách s černým španělským heslem EQUIDAD EN LA JUSTICIA (česky Nestrannost pro spravedlnost). Obtočen byl Řádem mexického orla. Štítonoši byli dva gryfové s horní částí černou a dolní zlatou.
15. května 1867 byl císař Maxmilián svržen a 19. června popraven. Republika se vrátila k názvu Spojené státy mexické a zároveň došlo k obnovení symbolů z let 1823–1864.
30. prosince 1880 byly mexické státní symboly nahrazeny novými, jejichž autorem byl z pověření prezidenta Porfiria Díaze malíř Tomás de la Peña. Orel na novém znaku měl oproti předchozímu méně roztažená křídla, ratolesti si vyměnily pozice (dubová byla nově heraldicky vpravo, vavřínová vlevo) a převázány byly stříbrnou stuhou.
1. ledna 1899 došlo k další drobné úpravě znaku (a tím i vlajky). Znak vytvořil sochař Juan de Dios Fernández. Orel měl plnější tvary, měl světlejší (hnědou) barvu, ratolesti byly zmenšeny a ohraničovaly modré vody jezera.
1. října 1916 byl znak opět změněn. Autorem výtvarné stylizace znaku byl malíř mexického Národního muzea pro archeologii, historii a etnografii Antonio Goméz R. Orel na znaku byl zobrazen z profilu, se skloněnou hlavou hledící heraldicky doprava. Pod orlem byly umístěny do půlkruhu prohnuté dubové a vavřínové ratolesti svázané stříbrnou stuhou. Nopálový kaktus měl osm výhonků s červenými květy. Znak byl potvrzen 22. srpna 1918.
5. února 1934 byl znak opět změněn, výtvarný návrh vyhotovil Jorge Enciso. Ratolesti (dubové a vavřínové) byly uzavřeny do kruhu a svázány byly zeleno-bílo-červenou stuhou. Výhonky kaktusu byly zredukovány z osmi na pět, skála byla značně stylizována.
Vyobrazené znaky v galerii občas neodpovídají vyobrazení ve zdroji:

Mexický znak (1821–1823)
Mexický znak (1823–1864 a 1867–1893)
Mexický znak (1864–1867)
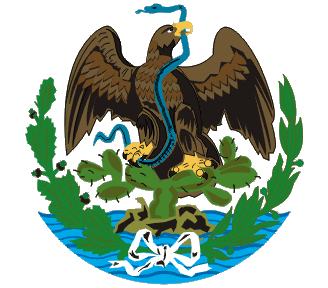
Mexický znak (1880–1899)
Mexický znak (1916–1934), varianta commons
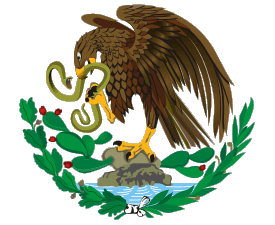
Mexický znak (1916–1934), varianta zdroj
Mexický znak (1934–1968), varianta commons
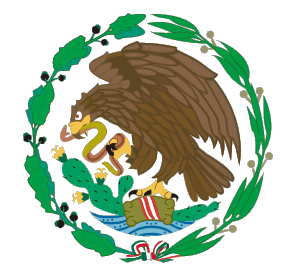
Mexický znak (1934–1968), varianta zdroj

K poslední úpravě státního znaku (a tím i vlajky) došlo 17. srpna 1968, kdy nabyl účinnosti nový zákon, který stanovil současnou podobu státního znaku. Tento zákon byl doplněn zákony z:
- 8. února 1984
- 9. května 1995
- 7. prosince 2005

které však státní znak vždy potvrdily.

## Další použití znaku
Státní znak je vyobrazen na státní vlajce, na rubové straně vlajky je znak převrácen tak, aby orlí hlava směřovala také k žerdi.

Mexická vlajka Poměr stran: 4:7
Rubová strana mexické vlajky

## Znaky mexických států

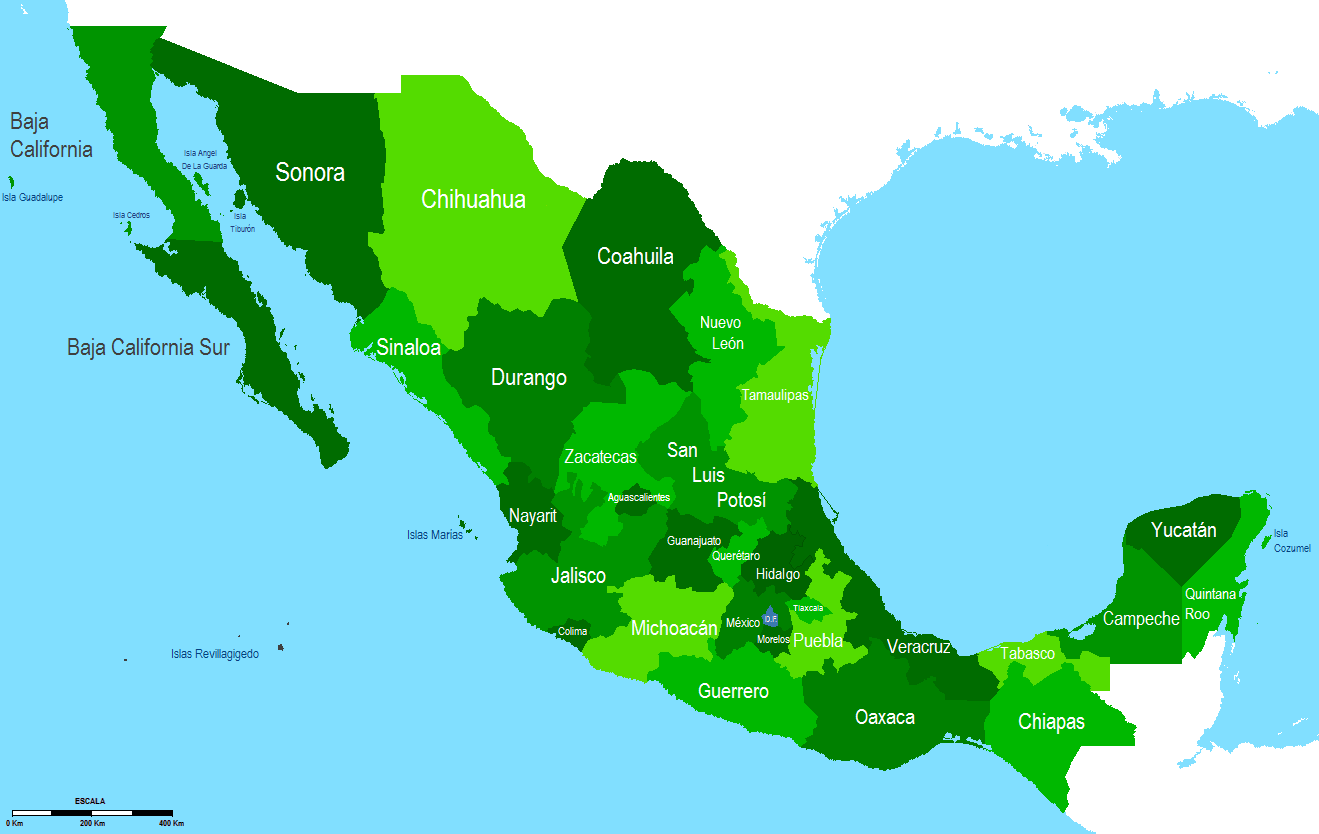
Mexické státy

Mexiko je federativní stát, který se skládá z hlavního města (Ciudad de México) a 31 států.

Federální district Ciudad de México
Aguascalientes
Baja California
Baja California Sur
Campeche
Coahuila
Colima
Durango
Guanajuato
Guerrero
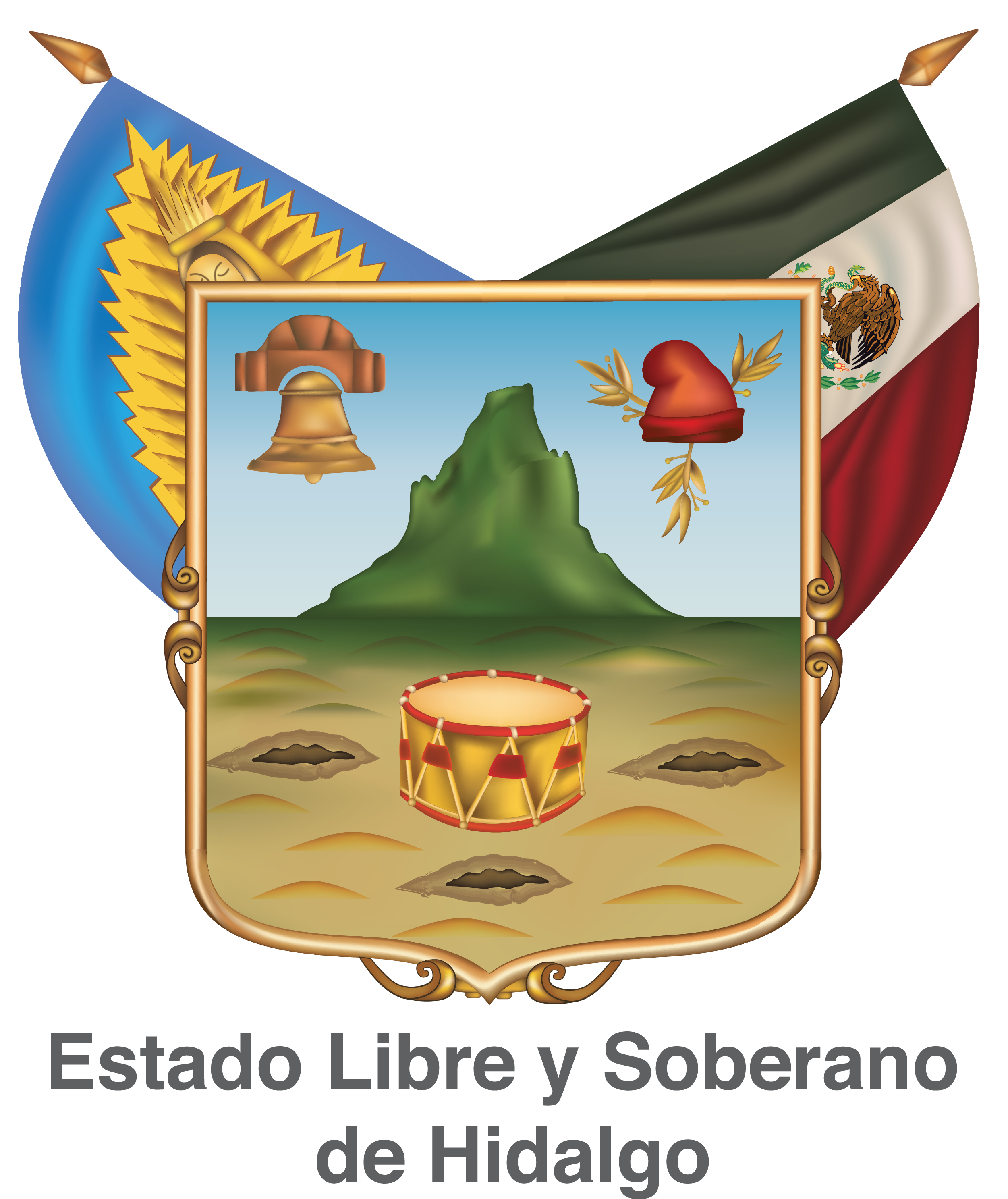
Hidalgo
Chiapas
Chihuahua
Jalisco
Stát México
Michoacán
Morelos
Nayarit
Nuevo León
Oaxaca
Puebla
Querétaro
Quintana Roo
San Luis Potosí
Sinaloa
Sonora
Tabasco
Tamaulipas
Tlaxcala
Veracruz
Yucatán
Zacatecas